# Конторка (Вологодская область)
Конторка — посёлок в Тарногском районе Вологодской области.
Входит в состав Илезского сельского поселения, с точки зрения административно-территориального деления — в Илезский сельсовет.
Расстояние по автодороге до районного центра Тарногского Городка — 55 км, до центра муниципального образования Илезского Погоста — 20 км. Ближайшие населённые пункты — Огудалово, Заречье, Шевелевская.
По переписи 2002 года население — 281 человек (135 мужчин, 146 женщин). Преобладающая национальность — русские (99 %).